# یواس‌اس اس-۲۸ (اس‌اس-۱۳۳)
یواس‌اس اس-۲۸ (اس‌اس-۱۳۳) (به انگلیسی: USS S-28 (SS-133)) یک زیردریایی بود که طول آن ۲۱۹ فوت ۳ اینچ (۶۶٫۸۳ متر) بود. این زیردریایی در سال ۱۹۲۲ ساخته شد.